# 社会党 (法国)
社会党（缩写为PS）是法国的一个社会民主主义政党，也是法国最大的中左翼政黨，社会党国际、欧洲社会党成员。该党自称民主社会主义政党，自成立以來至2017年与右翼的共和党和前身的戴高樂派政党为法国的两大主要政党。主要前身为成立于1905年4月23日的工人国际法国支部。现任第一书记是奥利维耶·福尔。
1981年，總統候選人密特朗勝選，社会党首次取得政權。在密特朗領導下，該黨於1981—1986年、1988—1993年在法國國民議會取得多數席次。在1995年大选中，利昂内尔·若斯潘敗給戴高樂派領袖席哈克，但于1997年帶領社會黨贏得國會選舉成為總理，至2002年總統選舉落敗為止。2007年，該黨總統候選人塞格琳·賀雅爾敗給薩科齊。2012年，該黨總統候選人弗朗索瓦·奥朗德在法國總統選舉第二輪投票中擊敗薩科齊当选法國第24任总统，成为第五共和以来第二位左翼总统。

## 歷史

### 法國社會主義運動与工人国际法国支部
巴黎公社解散後，法國社會主義運動的力量被極度削弱。其領導人遭到殺害或流放。法國第一個社會主義政黨法國社會主義工人聯盟在1879年成立。該黨主張逐步改良而被視為是有「發展性」政黨。1882年，在圣艾蒂安召开的大会上，该党分裂为茹尔·盖得和保羅·拉法格（馬克思女婿）领导的法國工人黨以及保罗·布鲁斯和贝努瓦·马隆领导的可能派。
1890年，让·阿勒曼建立革命社會主義工人黨。同時，爱德华·瓦扬等法國革命傳統象徵路易·奧古斯特·布朗基的繼承者成立中央革命委員會。另外也有其他不屬於任何政黨的社會主義議員如亞歷山大·米勒蘭與尚·饒勒斯。
1899年，米勒蘭進入皮埃爾·瓦爾德克-盧梭內閣造成社會主義者對於參與「資產階級政府」的辯論。3年後，饒勒斯、阿勒曼等人成立法國社會黨支持參與政府，而盖得、瓦扬等人則成立法兰西社会党反對合作。1905年，兩黨合併為工人國際法國支部。担任議會黨團領袖和黨報《人道報》主管的饒勒斯為最具影響力的人物。
該黨遭到中產階級自由主義激進黨和支配工會的革命工團主義者夾擊。此外，團結所有社會主義者的目標以部分完成：部分人士拒絕加入工人國際法國支部，成立共和-社會黨，支持參與政府。工人國際法國支部與希望執行政教分離的激進主義者組成左翼集团。1906年，总工会表示將獨立於所有政黨。
法國社會主義者極度反戰，但在1914年饒勒斯遭到暗殺後，他們無法阻止伴隨一戰爆發而來的軍國主義浪潮。他們在參與國家團結戰時政府的議題上嚴重分裂。1919年，反戰社會主義者在選舉中嚴重挫敗。1920年12月30日，圖爾大會中，左派另外成立共產國際法國支部，參與列寧成立的第三國際。以萊昂·布魯姆為首的右派則留在黨內。
1924與1932年，社會黨與激進黨加入左翼卡特尔，但拒絕加入以激進黨愛德華·赫里歐、愛德華·達拉第為首的非社會黨政府。這些政府的失敗在於社會黨與激進黨無法在經濟議題尚達成共識，另外共產黨在蘇聯政策下拒絕支持採取資本主義經濟的政府。與激進黨組成政府可能性的問題造成1930年代初期的「新社會黨人」脫離。他們與共和-社會黨合併為共和社会主义联盟。
1934年，共產黨改變路線。四個左派政黨組成人民陣線贏得1936年選舉，布魯姆成為第一位工人國際法國支部籍總理。這也是工人國際法國支部第一次在票數和席次上超越激進黨，成為左派議會多數的中軸。然而不到一年，該政府因經濟和西班牙內戰等議題而下台。人民陣線的失敗造成工人國際法國支部另一次分裂。马索·皮韦尔為首的左派黨員成立工人與農民社會黨（Parti socialiste ouvrier et paysan, PSOP）。士氣低落的左派土崩瓦解，1940年軍事失敗後無力阻止法蘭西第三共和國的垮台。
1944年法國解放後，工人國際法國支部與成為最大左派政黨的法國共產黨，以及基督教民主主義的人民共和運動（Mouvement Républicain Populaire, MRP）組成聯盟。該聯盟建立起法國福利國家與法蘭西第四共和國的主要元素，但未能在冷戰中共存。1947年5月，社會黨籍總理保羅·拉馬迪開除共產黨籍部長職務。布魯姆提出與中間偏左的工人國際、中間偏右共和運動及激進黨組成第三勢力（Troisième Force）對抗戴高樂主義者與法國共產黨。然而，其支持的黨魁候選人丹尼爾·梅耶（Daniel Mayer）敗給居伊·摩勒（Guy Mollet）。
莫勒獲得黨內左派的支持。1954年，黨內對於歐洲防衛共同體的分歧動搖其領導地位。之後，莫勒率領工人國際法國支部建立中間偏左聯盟共和陣線（Front Républicain）。他成為少數派政府總理。但該黨與激進黨正逐漸衰退，左派從未緊密組成聯合陣線。這使得莫勒斷言「共產黨不在左方，而在東方」。莫勒對阿爾及利亞戰爭的鎮壓政策與他支持戴高樂重返政壇（該黨為法國第五共和憲法公投中的贊成方）造成分裂，反對派成立統一社會黨（Parti Socialiste Unifié, PSU）。工人國際法國支部在1959年成為在野黨。由於該黨在第四共和的政策變動，造成該黨在1960年代落入谷底。
一方面因為反對總統改為實行普選，一方面是戴高樂連任似乎是不可避免的趨勢，該黨未提名候選人參加1965年法國總統選舉。該黨支持前第四共和部長，左派獨立政治家密特朗。密特朗堅決反對戴高樂主義。在獲得所有左派政黨的支持下，密特朗意外的與戴高樂進入第二輪投票，並成為非共產黨的左派領袖。
為了在主要左派政黨－共產黨、全國主要政黨－戴高樂派共和民主聯盟間生存，工人國際法國支部、激進黨、左派共和主義團體成立民主與社會主義左派聯盟（Fédération de la gauche démocrate et socialiste, FGDS）。該聯盟未能在五月風暴中獲利，更在隨後的1968年法國議會選舉中慘敗而崩盤。一年後，工人國際法國支部參選人加斯東·德費爾（Gaston Defferre）在1969年法國總統選舉中只獲得5%的票數。

### 社會黨成立與「左翼聯盟」（1969年—1981年）
1969年，工人國際法國支部與親皮埃爾·孟戴斯-弗朗斯團體（阿蘭·薩瓦利（Alain Savary）領導的左派重建俱樂部聯盟（Union des clubs pour le renouveau de la gauche, UCRG））、左派共和主義團體（尚·波普倫（Jean Poperen）領導的社會主義團體與俱樂部聯盟（Union des groupes et clubs socialistes, UGCS））成立社會黨。在伊西穆里諾大會中，阿蘭·薩瓦利在莫勒支持下成為第一書記。他提出與共產黨「思想對話」。
兩年後的埃皮奈大會，親密特朗的组织共和体制协议会入黨。密特朗加入社會黨，提出與共產黨聯合的選舉綱領擊敗莫勒－薩瓦利成為領袖。1972年，社會黨與共產黨、左派激進黨簽署「共同綱領」。在社會黨國際大會中，他表示左派政黨聯盟是法國左派選民所渴望的。他的戰略目標是「收復300萬至500萬共產黨選民」。左派聯盟，特別是社會黨在1973年法國議會選舉中迅速復原，社會黨亦取代共產黨成為法國左派第一大黨。左派推舉社會黨總統候選人密特朗，再次參選總統，在1974年法國總統選舉第二輪中以49.2%的票數未能當選總統。
1974年底，包括領導人米歇爾·羅卡爾在內的部分統一社會黨成員加入社會黨。他們代表了基督教左派與非馬克思主義團體。社會黨內的保守派成員主張法國社會主義結合歐洲社會民主主義，即是明確接受市場經濟。「左派聯盟」在1977年地方選舉獲得勝利，社會黨選情的上漲讓共產黨感到憂慮。兩黨未能在更新「共同綱領」上達成共識，共產黨領袖喬治·馬歇指責社會黨「轉向右派」。
儘管有不錯的民調結果，但「左派聯盟」在1978年法國議會選舉中落敗。自1936年法國議會選舉以來，社會黨第一次在民調中贏過共產黨，成為主要左派政黨，但其失敗導致國際危機。密特朗的領導遭到羅卡爾挑戰，羅卡爾希望能廢除他認為已過時且不實際的「共同綱領」。密特朗認為左派無法在社會黨與共產黨對立下獲勝。1979年，雖然羅卡爾人氣高漲，密特朗仍成為1981年法國總統選舉候選人，第三次參選總統。

### 密特朗總統時期與權力執行（1981–1995）
1981年法國總統選舉，密特朗終於在第二輪投票擊敗保守派支持的德斯坦，成為第五共和第一位民選社會黨籍總統，也是23年來首位左派總統。他隨即解散法國國民議會，並為法國社會黨領導的左派聯盟首度取得絕對多數。法共也在自1947年以來再次加入聯合政府。
密特朗是歐洲最後一位民選領導人試圖完全採取社會主義改革（110提議），傾向比前任保守派政府推行更為干預經濟的計畫。總理皮埃爾·莫魯瓦根據1972年與濤法共的「共同黨綱」，促成銀行、保險業與國防工業國有化。此外還提高工人薪資，減少工時至39小時，與其他大刀闊斧的改革，但經濟危機仍在繼續。改革包括廢除死刑、設立財富團結稅（L'impôt de solidarité sur la fortune, ISF）、引進議會選舉比例代表制（只在1986年法國議會選舉中執行）、國家權力分散、取消書籍價格自由化（《朗法案》（Lang Law））等。
1982年，密特朗面臨抉擇，一是維持歐洲貨幣體系成員地位，承諾歐洲整合，或是追求社會主義改革。他選擇了前者，社會黨全面接受自由市場經濟。1984年，密特朗與他的第二任、溫和派的總理洛朗·法比尤斯明確放棄任何進一步的社會主義措施。「左派聯盟」解散，共產黨籍部長總辭。法共退出聯合政府。
1986年，社會黨失去國民議會的多數地位，迫使密特朗與保守派及戴高樂派支持的席哈克政府「同居」。然而，密特朗在1988年以溫和綱領「聯合法國」連任總統。他選擇最受歡迎的溫和派社會黨員米歇爾·羅卡爾作為總理。同年密特朗提前解散國民議會，社會黨及左派聯盟取得微弱多數。
密特朗在第二任期內專注在外交政策與歐洲整合。他發起公民投票批准《馬斯垂克條約》。他將國內政策交給總理：米歇爾·羅卡爾、埃迪特·克勒松與皮埃爾·貝雷戈瓦。社會黨因金融醜聞與「密特朗主義」派系鬥爭而衰弱。
1990年，密特朗派分裂成洛朗·法比尤斯派與利昂內爾·若斯潘派。另外，让-皮埃尔·舍韦内芒為首的部分左派黨員因反對海灣戰爭與《馬斯垂克條約》而離開，成立公民與共和運動。最後，許多左派對於社會黨政府選擇參加海灣戰爭及支持《馬斯垂克條約》的結果感到失望。1993年法國議會選舉，左派慘敗，社會黨回到1960年代工人國際法國支部的水準。相較之前的260席，社會黨在這次國民議會選舉只拿到53席，連同其他左派政黨，在577席中左派只有92席。
羅卡爾成為第一書記，被認為是下屆總統選舉候選人。他提出與國會佔多數的中間派法國民主聯盟和中間偏右的保衛共和聯盟達成協議，但未能成功。一年後，社會黨在1994年歐洲議會選舉只拿到14%選票。他被密特朗左派人士亨利·埃玛纽埃利（Henri Emmanuelli）為首的聯盟推翻。
1994年，社會黨面臨領導危機。羅卡爾在1994年敗選後失去多數支持者，法比尤斯因「受感染血液醜聞」而式微，埃玛纽埃利的適任性遭受質疑。部分黨員的希望轉移到歐盟執委會主席，民調聲望最高的雅克·德洛爾身上，但他因黨內激進派阻止其中間派政策而婉拒。最後，1993年失去議會席次而退出政壇的利昂內爾·若斯潘回鍋，但在第二輪投票仍敗給席哈克。

### 若斯潘與「多元左翼」（1995年—2002年）
在議會裡，社會黨重新與其他左派政黨建立聯盟：法国共產黨、綠黨、左派激進黨和公民與共和運動。這個多元左翼聯盟贏得1997年法國議會選舉，若斯潘就任總理。
他的政策大多為進步主義，但有少部分為傳統民主社會主義。標准工時減少至35小時，全民醫療保險成立。然而私有化政策也繼續推行。
執政聯盟在公民與共和運動領袖让-皮埃尔·舍韦内芒退出內閣後垮台。綠黨與共產黨因進入社會黨領導的聯合政府而衰弱。
2002年法國總統選舉，若斯潘因太多左派候選人瓜分票源，加上選舉前被認為會進入第二輪投票，部分左派選民沒有投票支持他而在第一輪落敗，極右派民族陣線候選人讓-瑪麗·勒龐首次進入第二輪投票。他宣布退出政壇，社會黨轉而支持席哈克以對抗極右派民族陣線候選人讓-瑪麗·勒龐。2個月後，「複數左派」在2002年法國議會選舉失去多數。

### 2002年後
法蘭索瓦·歐蘭德在1997年成為第一書記。2004年法國大區選舉，社會黨重回多數。與「多元左翼」的合作下，他們拿下22個都會大區中的20個大區（除了亞爾薩斯與科西嘉），以及四個海外大區。然而，社會黨在制定替代右派政策上遇到困難。
2004年12月1日，59%社會黨員通過提議《歐洲憲法》。然而許多知名黨員，包括洛朗·法比尤斯、亨利·埃玛纽埃利和让-吕克·梅朗雄呼籲大眾在2005年5月29日法國歐洲憲法公投中投下反對票。法比尤斯遭到開除黨籍。歐洲憲法上的分歧，與領導階層爭奪2007年總統大選提名的野心，造成社會黨陷入混亂。
2005年11月黨大會中，溫和派獲得55%黨員支持。法比尤斯派系（「保衛左翼」）主張激進政策獲得20%。另一派系（「新社會黨」）主張藉由左翼政策與大規模改革法國機構恢復社會黨，獲得25%。幾乎所有派別以溫和親歐立場，加上部分左翼元素的基礎上，在共同議程尚達成共識。

### 2007年選舉與後續

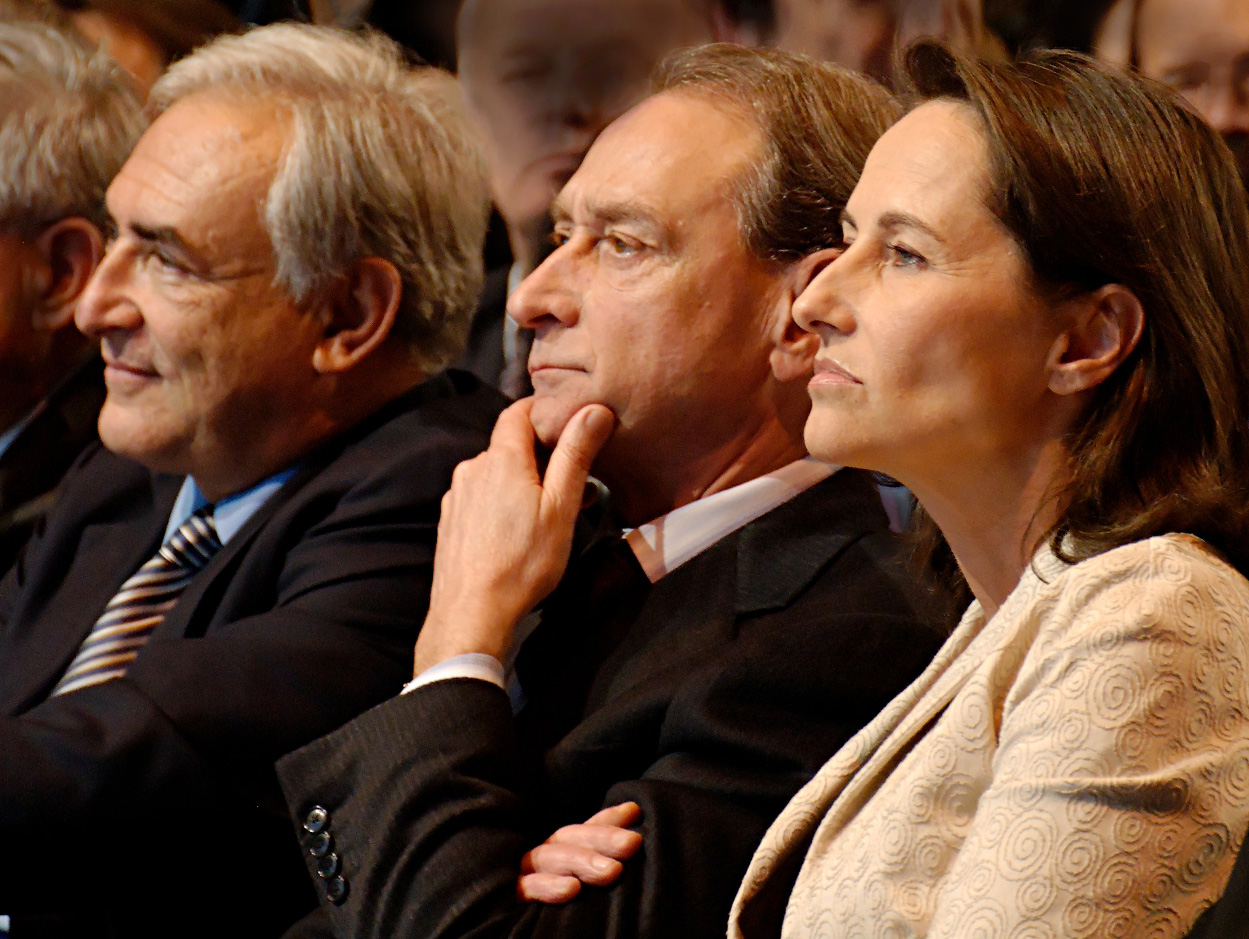
由左至右：多米尼克·史特勞斯-卡恩、貝特朗·德拉諾埃與塞格琳·羅雅爾

2007年法國總統選舉出現許多潛在候選人：法蘭索瓦·歐蘭德、洛朗·法比尤斯（來自黨內左派）、多米尼克·史特勞斯-卡恩（代表社會民主主義派系）、賈克·朗、瑪蒂娜·奧布里和塞格琳·羅雅爾。部分社會黨領袖則要求若斯潘復出。
2006年11月16日，羅雅爾以60%的支持度成為總統候選人。史特勞斯-卡恩與法比尤斯分別獲得21%與19%。
2007年5月6日，羅雅爾在第二輪以46.94%敗給薩科齊。黨內部分右派人士（如貝爾納·庫希內）接受徵招加入薩科齊政府。
2007年法國議會選舉，社會黨拿下186席，繼續成為第二大黨。
2008年3月市鎮選舉獲勝後，許多人決定角逐第一書記：
- 塞格琳·羅雅爾希望能與中間派民主運動結盟
- 巴黎市長貝特朗·德拉諾埃獲得若斯潘支持，希望回到「複數左派」聯盟
- 瑪蒂娜·奧布里獲得法比尤斯與史特勞斯-卡恩支持，部分策略與德拉諾埃類似但主張重新撫慰歐洲憲法正反兩派。
- 年輕左派人士貝諾瓦·阿蒙

2008年11月22日，奧布里以102票之差擊敗羅雅爾當選第一書記。

### 重新执政
2011年10月，社会党前第一书记奥朗德通过社会党首次举行全民参与的党内初选，最终击败了现任第一书记奥布里，成为法国最大反对党的总统候选人。
在2012年的法国大选中，社会党前第一书记奥朗德终于在5月6日举行的第二轮投票中，奥朗德得票率为51.6%，即赢得18,000,668张选票，人民运动联盟候选人、现任总统萨科齐得票率为48.4%，共获16,860,685张选票，奥朗德顺利当选总统，这预示着自1995年来“社会党人执政时代”的重新开始。5月15日，奥朗德正式宣誓就职。而奥朗德的新内阁16日出炉，主要是由温和派社会党人及长期盟友组成的新政府，新总理让-马克·埃罗誓言，将会迅速展开工作，让法国重新站起来。
随后在同年6月举行的议会选举中，社会党联合盟党获得341席，也顺利获得半数议席获胜，从而，社会党在总统，国民议会，参议院，地方议会及长官都占据了多数的地位。随后在9月，哈勒姆·德兹尔当选新一任社会党第一书记。
2014年省議會地方選舉及歐洲議會選舉，社會黨慘敗，僅維持約30個省議會的控制權，而歐洲議會選舉首次成為第三大黨。
2015年經合併後的大區議會地方選舉，社會黨取得5個大區議會的控制權。

### 黨勢下降
貝諾瓦·阿蒙於2017年1月29日贏得社會黨的總統參選人初選，并代表社會黨出戰2017年4月23日的法國總統選舉，但在第一轮投票中被淘汰。此後因為馬克龍勝選後，吸納原社會黨政府人士加入，加上其中間路線導致社會黨支持大幅下降。

## 領導層
- 1969年－1971年：阿蘭·薩瓦里
- 1971年－1981年：弗朗索瓦·密特朗 （1981－1995年任總統）
- 1981年－1988年：利昂内尔·若斯潘
- 1988年－1991年：皮埃尔·莫鲁瓦
- 1991年－1993年：洛朗·法比尤斯 （1984－1986年任總理）
- 1993年－1994年：米歇尔·罗卡尔 （1988－1991年任總理）
- 1994年－1995年：亨利·埃玛纽埃利
- 1995年－1997年：利昂内尔·若斯潘 （1997－2002年任總理）
- 1997年－2008年：弗朗索瓦·奥朗德 （2012－2017年任總統）
- 2008年－2012年：玛蒂娜·奥布里
- 2012年－：哈勒姆·德兹尔

## 派系
- 奥布里派（基督教左派、社會民主主義）：玛蒂娜·奥布里、皮埃爾·莫魯瓦
- 羅雅爾派（溫和派、社會民主主義）：塞格琳·羅雅爾、讓-路易·比安科
- 德拉諾埃派（社會自由主義）：貝特朗·德拉諾埃、弗朗索瓦·奧朗德、利昂內爾·若斯潘、米歇爾·羅卡爾
- 法比尤斯派（社會民主主義、進步主義）：洛朗·法比尤斯
- 史特勞斯-卡恩派（社會民主主義、第三種道路）：多米尼克·史特勞斯-卡恩
- 新社會黨（左派共和主義、民主社會主義）：亨利·埃玛纽埃利
- 生態社會主義派（生態社會主義）
- 烏托邦派（另類全球化運動）

## 歷屆选举结果

### 总统选举
| 选举年 | 总统候选人      | 第一轮     | 第一轮 | 第一轮 | 第一轮 | 第二轮       | 第二轮       | 第二轮       | 第二轮       |
| 选举年 | 总统候选人      | 票数       | %      |        | 排名   | 票数         | %            |              | 排名         |
| ------ | --------------- | ---------- | ------ | ------ | ------ | ------------ | ------------ | ------------ | ------------ |
| 1974   | 法蘭索瓦·密特朗 | 11,044,373 | 43.25  |        | 1      | 12,971,604   | 49.19        |              | 2            |
| 1981   | 法蘭索瓦·密特朗 | 7,505,960  | 25.85  |        | 2      | 15,708,262   | 51.76        |              | 1            |
| 1988   | 法蘭索瓦·密特朗 | 10,367,220 | 34.10  |        | 1      | 16,704,279   | 54.02        |              | 1            |
| 1995   | 利昂內爾·若斯潘 | 7,097,786  | 23.30  |        | 1      | 14,180,644   | 47.36        |              | 2            |
| 2002   | 利昂內爾·若斯潘 | 4,610,113  | 16.18  |        | 3      | 未進入第二輪 | 未進入第二輪 | 未進入第二輪 | 未進入第二輪 |
| 2007   | 塞格琳·羅雅爾   | 9,500,112  | 25.87  |        | 2      | 16,790,440   | 46.94        |              | 2            |
| 2012   | 法蘭索瓦·歐蘭德 | 10,272,705 | 28.63  |        | 1      | 18,000,668   | 51.64        |              | 1            |
| 2017   | 貝諾瓦·阿蒙     | 2,291,288  | 6.36   |        | 5      | 未進入第二輪 | 未進入第二輪 | 未進入第二輪 | 未進入第二輪 |
| 2022   | 安妮·伊达尔戈   | 604,217    | 1.74   |        | 10     | 未進入第二輪 | 未進入第二輪 | 未進入第二輪 | 未進入第二輪 |